# Matthew Talbot Baines
Matthew Talbot Baines, född den 17 februari 1799, död den 22 januari 1860, var en engelsk advokat och politiker, son till Edward Baines (1774–1848).
Baines blev 1847 medlem av underhuset och 1855 som kansler för hertigdömet Lancaster av Palmerston upptagen i kabinettet. Han var den förste dissentern bland engelska kabinettsministrar.